# Szachinszach (książka)
Szachinszach (1982) – reportaż Ryszarda Kapuścińskiego wydany w formie książki o rewolucjach w Iranie, poczynając od I wojny światowej, przez panowanie szacha Rezy Pahlawiego, jego następcy Mohameda Rezy, do rewolucji Chomeiniego w Iranie w 1979 roku.

## Spis treści
- Karty, twarze, pola kwiatów
- Dagerotypy
- Martwy Płomień